# Métope
Métope, Metope o Metopa (en griego Μετώπη) corresponde al nombre de varios personajes en la mitología griega. Se pueden llegar a confundir entre ellos.

## Hija de Ladón
En esta versión Metope es una potámide —náyade de los ríos— e hija del dios fluvial Ladón. Su madre es llamada Estinfálide según un escolio. Se la presupone ninfa epónima de un arroyo homónimo de Arcadia. No en vano se dice que los habitantes de Estínfalo veneran a los ríos Metope y Erasino con la forma de bueyes. Apolodoro nos dice que Metope fue la esposa de otro dios fluvial, el Asopo, y engendró dos hijos, Ismeno y Pelagonte, y veinte hijas, a una de las cuales, Egina, raptó Zeus. Píndaro ya nos habla de ella: «es de Estínfalo mi abuela materna, la florida Metope que dio a luz a Teba, domadora de caballos, cuyas aguas amables quiero beber». Sobre la pródiga prole de Metope, Diodoro es el autor que cita la lista más larga, a saber: «Asopo, por su parte, se estableció en Fliunte, donde se casó con Metope, la hija de Ladón, con la que tuvo dos hijos, Pelasgo e Ismeno, y doce hijas, Corcira y Salamina, así como también Egina, Pirene y Cleone, y además Tebe, Tanagra, Tespia y Asópide, y también Sinope, y finalmente Ornia y Cálcide».

## Consorte de Sangario
Otra Metope, si es que no es la misma que la anterior, es citada en la Biblioteca mitológica. Se nos dice que «Príamo cedió Arisbe a Hírtaco y tomó por segunda esposa a Hécuba (...) según algunos (era hija) del río Sangario y de Metope».

## Hija de Équeto
También se llama Metope la hija del cruel Équeto, rey del Epiro. Este cegó a Metope, que se había entregado a su amante, y le prometió que recobraría la vista si lograba moler granos de bronce. En las Argonáuticas Medea pone este ejemplo para ilustrar la crueldad de su padre Eetes. La misma también cita otros casos de crueldad paterna hacia sus hijas, como Acrisio con Dánae o Nicteo con Antíope.